# 旧制中等教育学校
中等学校（ちゅうとうがっこう）とは、かつての日本で中等教育を行っていた学校の総称。
ここでは、現行法にあわせた通称として旧制中等教育学校（きゅうせい ちゅうとうきょういくがっこう）と呼ぶこととする。
当時、旧制中等学校について中等教育学校という呼び方は存在していない。

## 概要
当時は（旧制）中等学校と称した。1998年に学校教育法により規定された現行の新しい形態の中等教育学校とは異なり、根拠法である中等学校令では正式な名称が中等学校であるが、中等教育を提供する様々な名称の学校を総称するため、本稿では敢えて現行法に近い「旧制中等教育学校」で統一する。
中学校（旧制）・高等女学校・実業学校を含む。大半の旧制中等教育学校が1948年の学制改革で（現在の）新制高等学校となった。
「中等学校」という用語は上述のように中学校・高等女学校・実業学校を纏めて呼称するための用語であり「○○中等学校」と校名に添えて個々の学校に使用する用語ではないため「○○中等学校」と称する学校が存在した事例は無い。この影響からか、中高完全一貫教育である現行の6年制学校も「中等学校」ではなく「中等教育学校」と「教育」を含めて称している。これは中等教育学校が前期中等教育機関である中学校と後期中等教育機関である高等学校をあわせたものであり、中等教育学校（後期課程）卒業生も高等学校卒業生と同格なため、中等学校だと高等学校より格下と誤解を受けないためでもある。

## 沿革
旧制中学校#歴史・高等女学校#歴史・実業学校#沿革を参照。
- 1891年12月14日 - 中学校令の一部改正 （明治24年勅令第243号）
  - 14条に女子中等教育の規定が設けられ、高等女学校は尋常中学校（旧制中学校）の一種とされる。
- 1924年- 「実業学校卒業者を中学校卒業者と同等以上の学力をもつものと認める」という文部省告示が出される[1]。
- 1943年
  - 1月21日 - 中等学校令（昭和18年勅令第36号）の公布（施行は同年4月1日）
    - 中学校・高等女学校・実業学校の3種の学校が中等学校（旧制）として同じ制度で統一される。
    - 昭和18年度入学生から修業年限が4年に短縮される。

  - 10月12日 - 教育ニ関スル戦時非常措置方策が閣議決定される。
    - 昭和19年度より4学年修了者にも上級学校入学の資格を与える。
    - 昭和20年3月より、中等学校令施行前に入学した生徒（1941年入学生）にも修業年限4年を適用（修業年限短縮）する[2]。
- 1945年
  - 3月 - 決戦教育措置要綱[3]が閣議決定され、昭和20年度（同年4月から翌3月末まで）授業が停止されることとなる。
  - 5月22日 - 戦時教育令が公布され、授業を無期限で停止することが法制化される。
  - 8月15日 - 終戦
  - 8月21日 - 文部省により戦時教育令の廃止が決定され、同年9月から授業が再開されることとなる。
  - 9月12日 - 文部省により戦時教育を平時教育へ転換させることについての緊急事項が指示される。
- 1946年 - 修業年限が5年に戻る。
- 1947年4月1日 - 学制改革（六・三制の実施、新制中学校の発足）
  - 旧制中等教育学校の生徒募集を停止。
  - 新制中学校を併設し（以下・併設中学校）、旧制中等教育学校1[4]・2年[5]修了者を新制中学校2・3年生として収容。
  - 新制中学校は経過措置としてあくまで暫定的に設置されたため、新たに生徒募集は行われず、在校生が2・3年生のみの中学校であった。
  - 旧制中学校3[6]・4年[7]修了者はそのまま旧制中等教育学校の在籍とし、その4・5年生となる（4年で卒業することもできた）。
- 1948年4月1日 - 学制改革（六・三・三制の実施、新制高等学校の発足）
  - 旧制中等教育学校が廃止され、新制高等学校が発足。
    - 旧制中学校のほとんどが男子高等学校に、高等女学校のほとんどが女子高等学校に、実業学校のほとんどが実業高等学校となる。

  - 旧制中等教育学校卒業生[7]を新制高校3年、旧制中等教育学校4年修了者[6]を新制高校2年として編入。
  - 併設中学校卒業生[5]を新制高校1年とする。
  - 併設中学校は新制高等学校に継承され（名称:高等学校併設中学校）、在校生が3年生[4]のみとなる。
- 1948年以降 - 高校三原則に基づく公立高等学校の再編
  - 旧制中学校・高等女学校・実業学校を前身とする高等学校が統合され、総合制高等学校（男女共学）が徐々に増加する。
  - 総合制高等学校となった数年後、実業科が分離し、実業（工業・農業・商業）高等学校として独立する例も多かった。
  - 統合を行わず、現在まで男子高等学校・女子高等学校で存続する学校もある。（群馬県・埼玉県・栃木県・鹿児島県に多い）
  - 男女共学となったが、高等女学校であったという歴史的背景により男子の入学生が少なく、しまいには男子の在籍が0となり、実質女子校となっている学校もある。
  - 私立の旧制中学校の大半は男子高等学校・私立の高等女学校の大半は女子高等学校として存続した。
- 1949年3月31日 - 最後の卒業生[4]を送り出し、併設中学校が廃止される。

## 新制高等学校への移行
- 学校によっては複雑な統廃合・再編成を経たところもあるため一律な定義は不可能。
- 「年度」は4月1日から翌年の3月31日までの期間である。

|              | 1946年度 （昭和21年度） | 1947年度 （昭和22年度）                                                 | 1948年度 （昭和23年度）                                                   | 1949年度 （昭和24年度） | 1950年度 （昭和25年度） | 1951年度 （昭和26年度） |
| ------------ | ----------------------- | ----------------------------------------------------------------------- | ------------------------------------------------------------------------- | ----------------------- | ----------------------- | ----------------------- |
|              |                         | 学制改革 旧制中等教育学校の募集を停止 新制中学校が発足 新制中学校を併設 | 学制改革 旧制中等教育学校を廃止 新制高等学校が発足 年度末で併設中学校廃止 |                         |                         |                         |
| 1943年入学生 | 旧制中等教育学校4年     | 旧制中等教育学校5年                                                     | 新制高校3年                                                               |                         |                         |                         |
| 1944年入学生 | 旧制中等教育学校3年     | 旧制中等教育学校4年                                                     | 新制高校2年                                                               | 新制高校3年             |                         |                         |
| 1945年入学生 | 旧制中等教育学校2年     | 併設（新制）中学3年                                                     | 新制高校1年                                                               | 新制高校2年             | 新制高校3年             |                         |
| 1946年入学生 | 旧制中等教育学校1年     | 併設（新制）中学2年                                                     | 併設（新制）中学3年                                                       | 新制高校1年             | 新制高校2年             | 新制高校3年             |

## 進学率
旧制中等学校は中・上流階級の教育機関として位置付けられていたため、例えば、1935年の旧制中学校、実業学校、高等女学校の進学率は18.5%に過ぎなかった。それでも受験競争は激しく、社会問題化していた。このため、筆記試験の廃止や復活、報告書、口頭試問の実施といった試行錯誤が繰り返された。
旧制中等学校への進学率は農村部よりも都市部が高く、成績優秀でかつ中以上の資産をもつ家庭に育った児童が進学することが多かった。